# 沙園站
沙園站是廣州地鐵8号线及广佛地铁的換乘站，位於中國廣東省廣州市海珠區工业大道北榕景路口的地底，於2010年11月3日啟用。

## 車站結構

### 車站樓層
本站共三層，地面為车站各出入口，周边为工業大道北、榕景路、广州市第41中学、凯德樂峰廣場以及其它建築，地下一層為站廳，地下二層及三層為8號線及廣佛线月台。
| 地下一层 | 站厅     | 售票機、客服中心、商店、警务室、安检设施 |  |  |
| 地下二层 | 1 站台   | █8号线 滘心方向（下站：凤凰新村）        |  |  |
|          | 岛式站台 |                                          |  |  |
|          | 3 站台   | █广佛线 沥滘方向（下站：燕岗）           |  |  |
| 地下三层 | 2 站台   | █8号线 万胜围方向（下站：宝岗大道）      |  |  |
|          | 岛式站台 |                                          |  |  |
|          | 4 站台   | █广佛线 新城東方向（下站：沙涌）         |  |  |

### 站厅
沙園站站厅設有售票機、自动售卡/充值机、客務中心；亦设有全家便利店、面包糕饼店、羊城通客户服务中心等店铺，以及自动售卖机等设施。
为方便行人进出，沙園站站厅東侧大部分区域被划分为收费区，收费区内设有多组扶手电梯以及楼梯供乘客来往不同方向的站台。而連接站台與站廳专用电梯由于站廳的升降机门位于站廳非付费区北侧，乘客使用時需要向車站工作人员求助以便協助使用。

### 月台以及换乘
沙园站設有一组島疊式月台，皆位於工業大道北地底。8號線使用東側的1號和2號月台、廣佛地鐵使用西側的3號和4號月台。在沙园站启用初期时，雖然广佛线尚未延伸至本站，但廣佛線的兩個月台均已安裝好屏蔽門。
另外，本站為逆向跨月台轉車站，乘客可以走到對面月台直接換乘另一列列車前往目的地（例如廣佛線新城東方向換乘至8號線萬勝圍方向），或利用扶手電梯以及楼梯上/下一層換乘另一列列車前往目的地（例如8號線滘心方向換乘至廣佛線新城東方向）。

### 出入口
沙园站共设有4个出入口。车站开通初期设有B、C、D出入口，2013年，乐峰广场开幕并启用A出入口。
为配合海珠新天地建设，旧B口于2020年7月8日关闭並拆除，重建后于2022年6月16日开放。
|                                                     |                                          |      |            |                                                                          |
|                                                     |                                          |      |            |                                                                          |
| 編號                                                | 设施                                     | 照片 | 出口指示   | 建議前往的目的地                                                         |
| A                                                   | 盲道标志 · 无障碍通道标志 · 扶手电梯标志 |      | 工业大道北 | 榕景路、金沙路、凯德樂峰廣場、凤凰新村（宝业路口）公交车站（南行）       |
| B                                                   | 盲道标志                                 |      | 工业大道北 | 榕景路、沙园公交车站（南行）                                             |
| C                                                   | 扶手电梯标志                             |      | 工业大道北 | 沙园大街、沙园公交车站（北行）                                           |
| D                                                   | 轮椅升降台标志                           |      | 工业大道北 | 宝业路、荔福路、广州市第四十一中学、凤凰新村（宝业路口）公交车站（北行） |
| 註： 設有 \| 設有 \| 設有輪椅升降台 \| 設有扶手電梯 |                                          |      |            |                                                                          |

## 接駁交通
| 巴士（凤凰新村（宝业路口）站） \| 编号 \| 编号 \| 线路 \| 线路 \| 线路 \| 收费 \| 备注 \| \| ---- \| ----------- \| ------------------------------ \| --------------------- \| ---------------------------- \| --------------------- \| -------------------------------- \| \| \| 9 \| 中山八路 \| ⇆ \| 沥滘 \| 2元 \| 经内环路、工业大道 \| \| \| 10 \| 昌岗路 \| ⇆ \| 恒福路 \| 2元 \| \| \| \| 16 \| 天平架 \| ⇆ \| 凤凰岗 \| 2元 \| \| \| \| 31 \| 解放北路（应元路口） \| ⇆ \| 南石西（地铁棣园站） \| 2元 \| \| \| \| 75 \| 侨诚花园 \| ⇆ \| 芳信路（郭村小区） \| 2元 \| \| \| \| 79 \| 洛溪新城（五湖四海渔人码头） \| ⇆ \| 东沙（健康港） \| 2元 \| \| \| \| 121A \| 珠江帝景苑 \| ⇆ \| 芳和花园 \| 2元 \| \| \| \| 220 \| 南箕路 \| ⇆ \| 动物园（先烈中路） \| 2元 \| \| \| \| 288 \| 祈福新邨 \| ⇆ \| 西华路尾 \| 3元 \| \| \| \| 288A \| 已于2024年6月30日停办 \| 已于2024年6月30日停办 \| 已于2024年6月30日停办 \| 已于2024年6月30日停办 \| 已于2024年6月30日停办 \| \| \| 303 \| 番禺市桥汽车站 \| ⇆ \| 太古仓路 \| 3元 \| \| \| \| 487 \| 白鹤沙 \| ⇆ \| 凤凰岗 \| 2元 \| \| \| \| 489 \| 太古仓路 \| ⇆ \| 江南西路 \| 2元 \| \| \| \| 521 \| 凰岗 \| ⇆ \| 石溪 \| 2元 \| 石溪方向经凤凰新村（宝业路口） \| \| \| 780 \| 芳村葵蓬（嵘都花园） \| ⇆ \| 南洲花园 \| 2元 \| \| \| \| 811 \| 芳村西塱 \| ⇆ \| 兴民路（天汇广场） \| 2元 \| \| \| \| 813 \| 革新路（光大花园） \| ⇆ \| 棠德花苑西 \| 3元 \| \| \| \| 963 \| 革新路（光大花园） \| ↻ \| 纸厂横马路 \| 2元 \| \| \| \| 967 \| 怡乐路 \| ↻ \| 沙园 \| 2元 \| \| \| \| 995 \| 太古仓路 \| ↺ \| 广州圆 \| 2元 \| \| \| \| 夜3 \| 凰岗 \| ⇆ \| 石溪 \| 3元 \| 石溪方向经光大花园 521路附属线路 \| \| \| 夜7 \| 广州火车站（草暖公园） \| ⇆ \| 纸厂横马路 \| 3元 \| 31路附属线路 \| \| \| 夜79 \| 广州南站 \| ⇆ \| 广州火车站（草暖公园） \| 4–5元 \| 312路附属线路 \| \| \| 广商务专线4 \| （广州）德星路（上下九步行街） \| ⇆ \| （佛山）平洲玉器街（翠宝园） \| 2元 \| \| \| \| 南沙K8 \| 蕉门公交总站 \| ⇆ \| 广仁路 \| 3–4元 \| 30–60分/班 \| |             |                                |                       |                              |                       |                                  |
| 编号 | 编号        | 线路                           | 线路                  | 线路                         | 收费                  | 备注                             |
| | 9           | 中山八路                       | ⇆                     | 沥滘                         | 2元                   | 经内环路、工业大道               |
| | 10          | 昌岗路                         | ⇆                     | 恒福路                       | 2元                   |                                  |
| | 16          | 天平架                         | ⇆                     | 凤凰岗                       | 2元                   |                                  |
| | 31          | 解放北路（应元路口）           | ⇆                     | 南石西（地铁棣园站）         | 2元                   |                                  |
| | 75          | 侨诚花园                       | ⇆                     | 芳信路（郭村小区）           | 2元                   |                                  |
| | 79          | 洛溪新城（五湖四海渔人码头）   | ⇆                     | 东沙（健康港）               | 2元                   |                                  |
| | 121A        | 珠江帝景苑                     | ⇆                     | 芳和花园                     | 2元                   |                                  |
| | 220         | 南箕路                         | ⇆                     | 动物园（先烈中路）           | 2元                   |                                  |
| | 288         | 祈福新邨                       | ⇆                     | 西华路尾                     | 3元                   |                                  |
| | 288A        | 已于2024年6月30日停办          | 已于2024年6月30日停办 | 已于2024年6月30日停办        | 已于2024年6月30日停办 | 已于2024年6月30日停办            |
| | 303         | 番禺市桥汽车站                 | ⇆                     | 太古仓路                     | 3元                   |                                  |
| | 487         | 白鹤沙                         | ⇆                     | 凤凰岗                       | 2元                   |                                  |
| | 489         | 太古仓路                       | ⇆                     | 江南西路                     | 2元                   |                                  |
| | 521         | 凰岗                           | ⇆                     | 石溪                         | 2元                   | 石溪方向经凤凰新村（宝业路口）   |
| | 780         | 芳村葵蓬（嵘都花园）           | ⇆                     | 南洲花园                     | 2元                   |                                  |
| | 811         | 芳村西塱                       | ⇆                     | 兴民路（天汇广场）           | 2元                   |                                  |
| | 813         | 革新路（光大花园）             | ⇆                     | 棠德花苑西                   | 3元                   |                                  |
| | 963         | 革新路（光大花园）             | ↻                     | 纸厂横马路                   | 2元                   |                                  |
| | 967         | 怡乐路                         | ↻                     | 沙园                         | 2元                   |                                  |
| | 995         | 太古仓路                       | ↺                     | 广州圆                       | 2元                   |                                  |
| | 夜3         | 凰岗                           | ⇆                     | 石溪                         | 3元                   | 石溪方向经光大花园 521路附属线路 |
| | 夜7         | 广州火车站（草暖公园）         | ⇆                     | 纸厂横马路                   | 3元                   | 31路附属线路                     |
| | 夜79        | 广州南站                       | ⇆                     | 广州火车站（草暖公园）       | 4–5元                 | 312路附属线路                    |
| | 广商务专线4 | （广州）德星路（上下九步行街） | ⇆                     | （佛山）平洲玉器街（翠宝园） | 2元                   |                                  |
| | 南沙K8      | 蕉门公交总站                   | ⇆                     | 广仁路                       | 3–4元                 | 30–60分/班                       |

## 利用狀況
沙园站鄰近多個大型小區及樂峰廣場等商場，因此本站出入闸客流以附近的居民和41中的學生為主。
车站在开通初期客流一般，但隨著樂峰廣場開幕，車站客流開始穩步上升，同時也帶動了商場的客流。在廣佛線西朗至燕崗段開通，本站成為換乘站之後，客流進一步上升，車站更成為廣佛兩地市民相約時的其中一個集中點。
同時本站設計為逆向跨月台轉車站，但目前乘客主流換乘流向為順向換乘，這些乘客均需要往返上下層月台換乘。因此每當有列車進站，均會有大批乘客在下車之後湧至前往另一月台的扶梯口及樓梯口，造成擁堵。

## 歷史
在1997年的廣州市地鐵規劃中，並沒有沙園站和寶崗大道站。當時規劃中只有一站位於現時昌崗立交附近，作為舊2號綫拆解後的東西向路段（當時稱為5號綫）西延過江段的一個中途站。同時此站亦與位於工業大道的線路（當時稱為4號綫）換乘。
2003年的規劃中，該兩段路線部分路段重組。拆解之後的東西向路段改為在此站轉向工業大道北，成為8號線；原來的西行過江段與本站以南的工業大道段合併，成為廣佛地鐵的一部分。後來該方案作出局部修改，此站被拆分為位於工業大道北的沙園站，與廣佛綫平行換乘；以及位於昌崗中路的寶崗大道站，並列入2/8號綫拆分工程中興建。
因位于本站附近的沙园冷站与光大花园极为相近，且在试运行期间噪音太大，引起光大花园业主的抗议，该冷站受业主阻挠无法投入使用，令本站及凤凰新村站、宝岗大道站无法在2010年9月25日随新二号线和八号线一同开通。地铁公司后与光大花园业主谈判并取得进展，让沙园冷却塔能够投入运行，三站随即在2010年11月3日开通运营。
2019冠状病毒病疫情期间，本站曾多次受防控措施影响而需要调整服务。2021年5-6月疫情期间，本站A口于5月29日至6月16日调整为只出不进。2022年8-9月疫情期间，本站于8月31日至9月4日暂停进出站，仅保留站内换乘服务。2022年年末疫情期间，本站于11月5日9时至11月13日及11月26日10时至11月30日下午暂停进出站；期间为服务成人高考等考试考生，5日及6日的早上9时前仍提供正常服务。